# Josip Zovko
Josip Zovko (4. června 1970 Split – 3. dubna 2019 Grudski Vril) byl chorvatský herec a režisér. Pocházel z Berinovce, obce Lokvičići, která leží nedaleko města Imotski.

## Život
Josip Zovko se narodil 4. června 1970 ve Splitu. Vystudoval Akademii dramatického umění v Záhřebu. V roce 1993 se stal členem chorvatského národního divadla ve Splitu, kde byl žákem Mustafy Nadareviće, se kterým byl několikrát na stadionu ve Splitu.
Ve filmu Da mi je biti morski pas (1999) hrál hlavní roli – Joza. Dále se objevil ve filmech Ante se vraca kuci (2001), Posljednja volja (2001) či Trešeta (2006). Účinkoval i ve filmu Vjerujem u Anđele (2009), kde hrál hlavní roli Roka a v němž také vystupoval Oliver Dragojevic.
Josip Zovko zemřel 3. dubna 2019 při dopravní nehodě.